# REFLECTION (Mr.Childrenのアルバム)
『REFLECTION』（リフレクション）は、日本のバンド・Mr.Childrenの18枚目のオリジナルアルバム。2015年6月4日にトイズファクトリーより発売された。

## 背景とリリース
『{Drip}』（初回限定盤、通常盤）と『{Naked}』（完全限定生産盤）の3形態で発売。『{Drip}』初回限定盤は14曲入りのCD+DVD、通常盤は14曲入りのCDのみ。『{Naked}』は23曲入りのUSB+『{Drip}』初回限定盤+ライナーノーツ+写真集+DEMO音源試聴QRコード（期間限定）をBOX仕様で収録。USBにはMP3音源とハイレゾ音源がそれぞれ収録されている。また、『{Drip}』初回限定盤・通常盤ともに、未収録曲9曲を期間限定で1曲250円でダウンロードできるサイトにアクセスするためのスペシャルIDが封入されている。なお、2018年5月10日にMr.Childrenの全楽曲の配信が開始されたことに伴い、iTunesなどの音楽配信サイトでは『{Naked}』のみの収録曲も購入可能となった。また、アルバムの購入者限定としてライブツアー『Mr.Children Stadium Tour 2015 未完』の特別先行予約案内が封入されていた。アートディレクターは丹下紘希。
前作『[(an imitation) blood orange]』からおよそ2年7か月ぶりとなるアルバム。前作は東日本大震災を意識し制作されていたが、本作では震災から時間が経過し、アルバムの収録曲の中でも最初に制作された「WALTZ」を初め、次々とマニアックな曲が浮かんだという。
制作自体は2013年1月ごろから開始しており、タイアップ曲として完成させた「REM」のレコーディングや、「WALTZ」のデモ制作などが早い段階で行われた。アリーナツアー終了後の2013年10月15日に、小林武史とともにアルバム制作が開始された。しかし、この時期から制作体制の見直しが行われ、結果的に2014年春に株式会社OORONG-SHAから分社化、小林の離脱が行われた。アルバムの制作・レコーディングはアリーナツアー直前の2015年2月まで、長期で行われた。また、Mr.Childrenでのアルバム制作と並行して、桜井は「ウカスカジー」としての本格的な活動をスタートし、アルバム発売や「ミュージックステーション」への出演などを行った。
全23曲収録（『{Naked}』）はMr.Childrenのオリジナルアルバムとしては史上最多である。桜井和寿は「いつ歌えなくなるかわかんないっていう気持ちは、ほんとに常にあって。だから、とっとくのはヤだなあと。これを世の中に出して聴いてくれた人のリアクションを見ておきたいなあという気持ちがあって。だから全曲入れたいんだと。」、「Mr.Childrenのファンには、若い人からかなり年配の人もいる中で、初期の『抱きしめたい』がMr.Childrenなんだって言う人もいれば、いや『ニシエヒガシエ』や『フェイク』などのロックな曲が好きと言う人もいる。どこに目がけて曲を発信していいのか難しいんですけど、自分が考える“これがMr.Childrenだ”というのは全部出し切っているつもりでいたので、そこから絞るのが難しかった……。だから全部聴いてもらって、これが今のMr.Childrenのすべてというのを感じてもらいたかった。」と語っている。これまでのようにアルバムを1つのコンセプトでまとめるということをせず、ライブのようにMr.Childrenとしての振り幅を見せることを意識したアルバムになっているという。
最終的に23曲入りの『{Naked}』とそこから厳選された14曲入りの『{Drip}』という形になったことに関して、桜井は「それぞれ別の作品として捉えているより、『ニーズに応えたい』という気持ちのほうが強かったです。Mr.Childrenが一番好きなバンドで、ほとんどのアルバムを聴いてます、というようなファンにとっては、{Drip} というアルバムだけじゃ満たされない部分があるのは分かってた。もっと刺激の強いものも聴きたいし、凡庸というか、それこそカップリングに入るような曲を望んでいるだろうし、それにお応えできるのが {Naked}。逆に {Drip} は、Mr.Children以外にも他に好きなアーティストがいて色々と聴いていて、そういう人って {Naked} だけに入っている、ちょっと特殊な曲は飛ばしてしまうものなのかなぁ、とも思ったので、このふたつはそんな棲み分け方にしていますね。ただ…、そうは言っても僕らとしては、全部聴いて欲しいんです。なので本当は一般ウケするだろう曲だけど、敢えて {Drip} には入れず {Naked} だけに入れてます、なんていう、ちょっとした意地悪もしてます（笑）」とコメントしている。また、Mr.Childrenにとって初となるUSBという形態でのリリースに至ったことについて、桜井は「2枚組にするとしても、どこで区切ればいいのか、っていうのもあったし。レコード会社の人的には、2枚組というのは非常に売りにくいと（笑）」と語っている。
タイトルは、同年公開された映画『Mr.Children REFLECTION』のタイトルでも用いられた "REFLECTION" がそのまま採用された。当初桜井の頭には『TRANCE（トランス）』という候補もあったという。
2014年9月から開催したファンクラブ会員限定ライブツアー『Mr.Children FATHER & MOTHER 21周年祭ファンクラブツアー』において、当時はまだ未発表であった本アルバムの収録曲を数多く披露した。中には、このツアー後にレコーディングや再レコーディングした楽曲も存在する。

### プロデュース
本作は、1992年のメジャーデビュー以来初となるセルフプロデュース作品が数多く収録されている。これまでプロデューサーとして全曲に参加していた小林武史との共同プロデュースによる楽曲は、全23曲中6曲（『{Drip}』は14曲中5曲）に留まっている。小林はセルフプロデュース楽曲についてもキーボードで2曲参加している。また、「忘れ得ぬ人」は森俊之がアレンジを担当している。プロデューサーの小林がアレンジも行ってきた前作までは、“プロデュース”と“アレンジ”はほぼ同義で用いられていたが、本作以降は差別化されることとなった。
小林の楽曲参加は、2022年発表の楽曲「永遠」まで約7年の期間が空いた。

### プロモーション
本作は、ライブツアー『Mr.Children TOUR 2015 REFLECTION』の最終日に発売された。それに伴い、同ツアーにおける演奏曲は発売前の楽曲が中心となった(「Starting Over」は最終日のみ演奏)。また、会場では予約販売も行われた（会場限定特典付）。
発売直前の5月に、同ツアーの千秋楽となる6月4日のさいたまスーパーアリーナ公演がスカパー!で生中継されるのを記念して、全国主要都市の駅（新宿駅、大阪駅など）で本アルバム収録曲の一部を試聴できるイヤホンジャックを設置した。

## チャート成績
発売初週に約35.5万枚を売り上げ、2015年6月15日付オリコンチャートで初登場1位を獲得。同時にアルバムの総売上がB'z、松任谷由実に次いで史上3組目となる3000万枚を突破した。Billboard JAPANの総合アルバムチャート "Hot Albums Sales" およびアルバムセールスチャート "Top Albums Sales" では、発売週（6月15日付）と3週目（6月29日付）で1位を獲得しており、 "Hot Albums Sales" では年間3位を獲得した。
『Versus』以来22年ぶりに初動50万枚を割ったが、2015年のオリコン年間アルバムランキングでは6位となり、オリジナルアルバムでは2002年リリースの10thアルバム『IT'S A WONDERFUL WORLD』から8作連続の年間TOP10入りとなり、息の長い人気を証明する結果となった。累計売上は58.7万枚。

## 収録内容

### {Naked}
| 全作詞・作曲: 桜井和寿。 |                                                                       |           |            |                        |      |
| #                        | タイトル                                                              | 作詞      | 作曲・編曲 | 編曲                   | 時間 |
| 1.                       | 「fantasy」                                                           | 桜井和寿  | 桜井和寿   | Mr.Children            | 4:21 |
| 2.                       | 「FIGHT CLUB」                                                        | 桜井和寿  | 桜井和寿   | Mr.Children            | 4:57 |
| 3.                       | 「斜陽」(弦編曲：小林武史 & 四家卯大)                                 | 桜井和寿  | 桜井和寿   | 小林武史 & Mr.Children | 3:48 |
| 4.                       | 「Melody」(管編曲：小林武史 & 山本拓夫 / 弦編曲：小林武史 & 四家卯大) | 桜井和寿  | 桜井和寿   | 小林武史 & Mr.Children | 5:04 |
| 5.                       | 「蜘蛛の糸」                                                          | 桜井和寿  | 桜井和寿   | 小林武史 & Mr.Children | 4:18 |
| 6.                       | 「I Can Make It」                                                     | 桜井和寿  | 桜井和寿   | Mr.Children            | 4:22 |
| 7.                       | 「ROLLIN' ROLLING 〜一見は百聞に如かず」(管編曲：タブゾンビ & 武嶋聡) | 桜井和寿  | 桜井和寿   | Mr.Children            | 4:14 |
| 8.                       | 「放たれる」(弦編曲：小林武史 & 四家卯大)                             | 桜井和寿  | 桜井和寿   | 小林武史 & Mr.Children | 5:34 |
| 9.                       | 「街の風景」                                                          | 桜井和寿  | 桜井和寿   | Mr.Children            | 6:38 |
| 10.                      | 「運命」                                                              | 桜井和寿  | 桜井和寿   | Mr.Children            | 4:56 |
| 11.                      | 「足音 〜Be Strong」(弦編曲：桜井和寿 & 四家卯大)                     | 桜井和寿  | 桜井和寿   | Mr.Children            | 4:59 |
| 12.                      | 「忘れ得ぬ人」(弦編曲：森俊之)                                        | 桜井和寿  | 桜井和寿   | 森俊之                 | 5:20 |
| 13.                      | 「You make me happy」(管編曲：桜井和寿 & 山本拓夫)                    | 桜井和寿  | 桜井和寿   | Mr.Children            | 3:50 |
| 14.                      | 「Jewelry」(管編曲：桜井和寿 & 山本拓夫)                              | 桜井和寿  | 桜井和寿   | Mr.Children            | 4:40 |
| 15.                      | 「REM」                                                               | 桜井和寿  | 桜井和寿   | 小林武史 & Mr.Children | 4:30 |
| 16.                      | 「WALTZ」                                                             | 桜井和寿  | 桜井和寿   | Mr.Children            | 6:47 |
| 17.                      | 「進化論」                                                            | 桜井和寿  | 桜井和寿   | Mr.Children            | 5:42 |
| 18.                      | 「幻聴」                                                              | 桜井和寿  | 桜井和寿   | 小林武史 & Mr.Children | 5:34 |
| 19.                      | 「Reflection」                                                        | 桜井和寿  | 桜井和寿   | Mr.Children            | 2:03 |
| 20.                      | 「遠くへと」                                                          | 桜井和寿  | 桜井和寿   | Mr.Children            | 3:21 |
| 21.                      | 「I wanna be there」                                                  | 桜井和寿  | 桜井和寿   | Mr.Children            | 5:23 |
| 22.                      | 「Starting Over」(弦編曲：桜井和寿 & 四家卯大)                        | 桜井和寿  | 桜井和寿   | Mr.Children            | 4:59 |
| 23.                      | 「未完」(弦編曲：桜井和寿 & 四家卯大)                                 | 桜井和寿  | 桜井和寿   | Mr.Children            | 4:50 |
| 合計時間:                | 合計時間:                                                             | 合計時間: | 110:10     |                        |      |

### {Drip}
| #         | タイトル             | 作詞  | 作曲・編曲 | 時間 |
| --------- | -------------------- | ----- | ---------- | ---- |
| 1.        | 「未完」             |       |            | 4:50 |
| 2.        | 「FIGHT CLUB」       |       |            | 4:57 |
| 3.        | 「斜陽」             |       |            | 3:48 |
| 4.        | 「Melody」           |       |            | 5:04 |
| 5.        | 「蜘蛛の糸」         |       |            | 4:18 |
| 6.        | 「Starting Over」    |       |            | 4:59 |
| 7.        | 「忘れ得ぬ人」       |       |            | 5:20 |
| 8.        | 「Reflection」       |       |            | 2:03 |
| 9.        | 「fantasy」          |       |            | 4:21 |
| 10.       | 「REM」              |       |            | 4:30 |
| 11.       | 「WALTZ」            |       |            | 6:47 |
| 12.       | 「進化論」           |       |            | 5:42 |
| 13.       | 「幻聴」             |       |            | 5:34 |
| 14.       | 「足音 〜Be Strong」 |       |            | 4:59 |
| 合計時間: | 合計時間:            | 67:20 |            |      |

| #  | タイトル                                       | 作詞 | 作曲・編曲 | 時間    |
| -- | ---------------------------------------------- | ---- | ---------- | ------- |
| 1. | 「RECORDING of REFLECTION｛Drip｝＆｛Naked｝」 |      |            | 1:01:56 |

## 楽曲解説
1. fantasy
  - BMW「2シリーズ アクティブ ツアラー/グラン ツアラー」CMソング[22]。
  - 仮タイトルは「王道」[23]。
  - デモの段階からライブの1曲目に歌うことを想定して作られ[24]。実際に『Mr.Children TOUR 2015 REFLECTION』では1曲目に演奏された。
  - スピッツの楽曲「ロビンソン」を意識して制作され、桜井和寿は「でも僕らがやるとちょっと強いものになるというか、押し付けがましいというか（笑）」と語っている[13]。
  - 後にベスト・アルバム『Mr.Children 2015-2021 & NOW』にも収録された。
2. FIGHT CLUB
  - 仮タイトルは「疾走POP」[17]。
  - タイトル通り歌詞の中に映画『ファイト・クラブ』と、出演者のブラッド・ピット（歌詞ではブラピと表記）が登場する[17]。
  - 桜井が2013年の正月に初詣へ行く前の車の中で制作した楽曲で、桜井は「言葉の意味合いよりも躍動感のあるリズムでぐいぐい引っ張っていくようなイメージで、あとはギターのリフが曲のすべてを印象づけるようなものを作りたいなと」と語っている[13]。
3. 斜陽
  - 仮タイトルは「さらば、エリナー・リグビー」[17]。
  - 実際に『さらばシベリア鉄道』と『エリナー・リグビー』を合体させたような曲をイメージして作ったとのこと[13]。
  - 2014年12月3日放送のフジテレビ系音楽番組『FNS歌謡祭』で、未発表曲として先行披露された楽曲。
  - タイトルは太宰治の同名の小説に由来している[25]。
4. Melody
  - 35thシングル『足音 〜Be Strong』カップリング曲。
  - カップリング曲の収録は、15thアルバム『SUPERMARKET FANTASY』に収録された「羊、吠える」以来となる。
5. 蜘蛛の糸
  - 仮タイトルは「ボズ・スキャッグス」[26]であり、桜井の中では『ウィ・アー・オール・アローン』のイメージがあったという[13]。
  - 桜井は「すごく奇麗なメロディが浮かんできて、ワンコーラスの中にAメロ、Bメロ、サビという分け方もなく、いつの間にかピークに達しているような曲です」と語っている[13]。
  - タイトルは芥川龍之介の同名の小説に由来している[25]。
  - 桜井曰く「大人エロラブソング」[27]。
6. I Can Make It
  - 仮タイトルは「Don't make it」[17]。
  - サビの部分でベースとユニゾンするギターが録音されているが、これを中川敬輔が田原健一に提案する様子が初回限定盤付属のDVDに収録されている。
  - 発売前のファンクラブツアーを踏まえて再度レコーディングを行ったという。その際、当初オルガンソロだった部分を田原のギターソロに変更した。
  - {Drip} には収録されなかったが、ファンクラブツアーで披露したのち、『Mr.Children TOUR 2015 REFLECTION』『Mr.Children Stadium Tour 2015 未完』のどちらでも演奏された。
  - 『FIGHT CLUB』と同様、2013年の初詣時に完成した楽曲で、桜井は「この2曲はシンプルな構成のバンドサウンドでというイメージがありました。でもこっちはギターがすごく聴き応えがあると思います。3～4本重ねているので。」と語っている[13]。
7. ROLLIN' ROLLING 〜一見は百聞に如かず
  - 仮タイトルは「ギミーブレイカー」[28]。
  - 桜井は「イメージはブラスがとにかくカッコ良く聴こえる曲。〈中略〉さらに今まで出会ったことのない新しい方とのレコーディングを経験してみたいなというのもありタブゾンビ(tp)さんにお願いしました。」と語っている[13]。
  - ロック調の風刺曲。サブタイトルはことわざの“百聞は一見に如かず”をひっくり返している。
8. 放たれる
  - 6th配信限定シングル。
  - シングルとして先行販売されていたが、「足音 〜Be Strong」のカップリング曲としてCD化されており、本作では {Naked} のみの収録となった。
9. 街の風景
  - 住友生命「ヤングジャパンアクション2015 活動編」CMソング[29]。
  - 仮タイトルは「ラララ2」[17]。
  - 桜井が出演した2013年12月25日放送のTBS系音楽番組『クリスマスの約束2013』において、小田和正と共同で制作した「パノラマの街」はこの曲が元となっている。こちらは桜井が単独で制作したデモテープから新たにリメイクされたため、作詞・作曲は単独表記である。
  - サイモン&ガーファンクルの「ボクサー」が元ネタになっているという[30]。
  - 2025年に開催された「ap bank fes  '25 at TOKYO DOME ～社会と暮らしと音楽と～ 」にてリリースから約10年越しに初披露された。
10. 運命
  - カルピス「カルピスウォーター」CMソング[31]。
  - 仮タイトルは「ライト マイ KAN」[17]。
  - 桜井曰く、歌詞が軽すぎるとのこと[32]。
  - また、桜井は「デモの段階で、アトラクションズのころのエルヴィス・コステロのイメージがあったんですね。イントロはドアーズの「ハートに火をつけて」のようなよじれたコード感とサウンドで。でも歌に入るとKANさんみたいな(笑)。そういうのが合体した曲だと思います。」と語っている[13]。
11. 足音 〜Be Strong
  - 35thシングル表題曲。
12. 忘れ得ぬ人
  - 仮タイトルは「忘れえぬ人」[33]。
  - ピアノから始まるバラード曲で、バンド演奏は2番から。セルフプロデュース曲だが、アレンジは森が単独でクレジットされている。
  - 桜井が「女性がキュンとする曲を」と制作した曲[17]。
  - 桜井は「僕のデモを聴いた田原が、ライブで俺が弾き語りすればいいじゃんって言って。じゃあアルバムでは、バンドは入らず、ピアノ・メインでストリングスが途中で入ってくるような曲にしようと森俊之さんにアレンジをお願いしました。でも森さんと打ち合わせをしたら、バンドも入ってくる形を提案してくれて、それをやってみたい！と思ったんですね。」と語っている[13]。
  - ベスト・アルバム『Mr.Children 2011-2015』にも収録された。
13. You make me happy
  - 仮タイトルは「モダン Jazz POP」[23]。
  - 『Mr.Children TOUR 2015 REFLECTION』『Mr.Children Stadium Tour 2015 未完』では、演奏されず、本アルバムリリースから翌年の『Mr.Children Hall Tour 2016 虹』で演奏された。
14. Jewelry
  - 仮タイトルは「大野ミッシェル雄二」[17]。
15. REM
  - 5th配信限定シングル。
  - Mr.Childrenでは最も発表からCD化までの期間が長い（約2年）楽曲となっている[注 2]。
16. WALTZ
  - 仮タイトルは「ワルツ」[17]。
  - 本作では演奏時間が最長の楽曲で、アルバム制作において最初にできたという曲[11]。桜井曰く「アルバムの中で一番自分のアーティスト・エゴみたいなものを全部ぶちまけたような曲」[13]。
17. 進化論
  - 日本テレビ系『NEWS ZERO』テーマソング（2015年3月30日 - 2016年4月1日）[34]。
  - 仮タイトルは「すなおな曲」[33]。
  - 当初はストリングスを入れた壮大なアレンジを考えていたが、バンドがレコーディングした音を聴いたことでシンプルなアレンジに決めたという[13]。
  - ベスト・アルバム『Mr.Children 2003-2015 Thanksgiving 25』『Mr.Children 2011-2015』にも収録された。
18. 幻聴
  - 本アルバムの候補曲が全て出揃ったと思われたその翌日にできた楽曲で、冒頭の「やっと一息つけるねって思ったのも束の間」という歌詞はこれに由来する[35]。
  - 桜井は「小林さんと一緒に作業した曲です。小林さんとせーのでやるときは、この「幻聴」が一番近い感じです。今までの曲はそれに何かをつけ足していったんですけど、今回はデモに近いままの、シンプルに全部の骨格を見てもらえる曲に仕上がったと思いますね。シンセは後から小林さんがダビングしてますけど、ほかは最初に録った状態から小林さんもほとんどいじってないはずです。」と語っている[13]。
  - ベスト・アルバム『Mr.Children 2011-2015』にも収録された。
19. Reflection
  - 映画『Mr.Children REFLECTION』主題歌[36]で、『It's a wonderful world』以来のアルバムタイトル曲でもある。
  - Mr.Childrenでは「叫び 祈り」以来となるインストゥルメンタルで、アルバム中盤にインストが差し込まれるケースは「Making Songs」「臨時ニュース」以来約19年ぶりとなる。
  - 桜井がピアノを演奏しており[注 3]、桜井の演奏したピアノの音源が収録されるのはこれが初となった。
20. 遠くへと
  - 仮タイトルは「はじまり」[17]。
  - 松任谷由実の「中央フリーウェイ」をイメージして制作したという[17]。
21. I wanna be there
  - ギターソロは桜井が演奏している。
  - Mr.Childrenでは数少ない、歌詞の一人称が「俺」になっている楽曲の一つ。アメリカをイメージしながら作ったという[13]。
22. Starting Over
  - 東宝配給映画『バケモノの子』主題歌[37]。
  - Mr.Childrenでは通算3回目のアニメタイアップで、アニメ映画主題歌は「fanfare」以来5年5か月ぶりとなる。
  - 最初の仮タイトルは「ノブナガ」で[17]、テレビドラマ『信長協奏曲』の主題歌として、「Everything (It's you)」や「終わりなき旅」のような曲をというオファーを受けて制作を開始した[38]。しかし、次に付けられた仮タイトル「Be Strong」になった段階で意見がまとまらず、一度制作中止となった曲である[17]。結果的に「ノブナガ」とは一切関係なく主題歌となった「足音 〜Be Strong」の完成後に、保留にしていた「ノブナガ」のメロディーを元に歌詞を大幅に変更して作り直した[17]。「モンスター」といった映画と関連した歌詞があるが、制作段階では『バケモノの子』の主題歌オファーはなかったため、桜井はオファーを受けた後に、偶然世界観が一致したこの曲を『バケモノの子』の主題歌に決定した。桜井は「『足音 ～Be Strong』がシングルとなったので、こちらは歌詞も含めて包容力というよりも、自分たちの情熱と興奮とスリリングさを求める、ミュージシャン・エゴみたいな方向にいけた」と語っている[13]。
  - バックで鳴っている効果音風のループサウンドは桜井がシンセサイザーであるYAMAHA MOTIF、2番のヴァース部分のメロトロンのサウンドは、こちらも桜井がヴァーチャル・インストゥルメントの一つである『SampleTron』で演奏したものである[39]。
  - 『Mr.Children TOUR 2015 REFLECTION』の千秋楽となるさいたまスーパーアリーナ公演の最終日に初披露された。
  - ベスト・アルバム『Mr.Children 2003-2015 Thanksgiving 25』『Mr.Children 2015-2021 & NOW』にも収録された。
23. 未完
  - 発売後に行われたスタジアムツアーのタイトルにも使われた楽曲[注 4]。
  - 桜井曰く「躍動感やバンドのグルーブを伝えたいなと思って作った」曲だという[13]。
  - テレビ出演やCMなど、本作のPRによく用いられた。
  - ベスト・アルバム『Mr.Children 2003-2015 Thanksgiving 25』『Mr.Children 2011-2015』にも収録された。

## 初回限定盤付属DVD
RECORDING of REFLECTION｛Drip｝＆｛Naked｝
約60分のレコーディング・ドキュメンタリー。
「Starting Over」「運命」「街の風景」「蜘蛛の糸」「足音 〜Be Strong」「進化論」「Jewelry」「I Can Make It」「未完」「幻聴」のレコーディングの模様が収録されている。
終盤には映画『Mr.Children REFLECTION』の「未完」の映像が収録されている。

## DEMO音源
『{Naked}』ライナーノーツに記載されているURLにアクセスすると、2016年6月30日まで聴くことができた。
| #         | タイトル                           | 作詞      | 作曲・編曲 | デモタイトル       | 時間 |
| --------- | ---------------------------------- | --------- | ---------- | ------------------ | ---- |
| 1.        | 「Reflection 1st Demo」            |           |            |                    | 1:17 |
| 2.        | 「I Can Make It 1st Demo」         |           |            | Don't make it      | 1:23 |
| 3.        | 「REM 1st Demo」                   |           |            | スクリーム         | 1:23 |
| 4.        | 「Jewelry 1st Demo」               |           |            | New Song 7         | 1:41 |
| 5.        | 「遠くへと 1st Demo」              |           |            | はじまり           | 2:02 |
| 6.        | 「Starting Over Demo」             |           |            | Be Strong          | 1:24 |
| 7.        | 「足音 ～Be Strong 1st Demo」      |           |            |                    | 2:00 |
| 8.        | 「Starting Over Demo」             |           |            | ノブナガ           | 2:09 |
| 9.        | 「街の風景 1st Demo」              |           |            | ラララ2            | 6:45 |
| 10.       | 「幻聴 1st バンドセッション Demo」 |           |            |                    | 2:23 |
| 11.       | 「未完 1st Demo」                  |           |            | タイトルは未だない | 4:38 |
| 合計時間: | 合計時間:                          | 合計時間: | 27:05      |                    |      |

## 参加ミュージシャン
- Mr.Children
  - 桜井和寿：Vocal, Guitar
  - 田原健一：Guitar
  - 中川敬輔：Bass
  - 鈴木英哉：Drums

| fantasy - 小林武史：Keyboards FIGHT CLUB - 小林武史：Keyboards - 安達練：Computer Programing 斜陽 - 小林武史：Keyboards - 安達練：Computer Programing Melody - 小林武史：Keyboards - 山本拓夫：Sax - 西村浩二：Trumpet - 村田陽一：Trombone - 四家卯大ストリングス：Strings - 四家卯大：Strings - 沖祥子：Strings - 安達練：Computer Programing 蜘蛛の糸 - 小林武史：Keyboards - 安達練：Computer Programing I Can Make It - SUNNY：Keyboards ROLLIN' ROLLING 〜一見は百聞に如かず - SUNNY：Keyboards - タブゾンビ (SOIL&"PIMP"SESSIONS)：Trumpet - 武嶋聡：Sax - 滝本尚史：Trombone - 川崎太一朗：Trumpet | 放たれる - 小林武史：Keyboards - 四家卯大ストリングス：Strings - 四家卯大：Strings - 沖祥子：Strings - 安達練：Computer Programing 運命 - SUNNY：Keyboards 足音 〜Be Strong - SUNNY：Keyboards - 四家卯大ストリングス：Strings - 四家卯大：Strings - 沖祥子：Strings 忘れ得ぬ人 - 森俊之：Piano - 金原千恵子ストリングス：Strings - 金原千恵子：Strings You make me happy - 田中菜緒子：Piano - 山本拓夫：Sax - 西村浩二：Trumpet - 村田陽一：Trombone - 菅坡雅彦：Trumpet Jewelry - 田中菜緒子：Piano - 山本拓夫：Sax - 西村浩二：Trumpet | REM - 小林武史：Keyboards - 安達練：Computer Programing 進化論 - SUNNY：Keyboards 幻聴 - 小林武史：Keyboards - 安達練：Computer Programing Starting Over - 四家卯大ストリングス：Strings - 四家卯大：Strings - 沖祥子：Strings 未完 - 四家卯大ストリングス：Strings - 四家卯大：Strings - 沖祥子：Strings |

## テレビ出演
『SONGSスペシャル』では、本作初回限定盤付属DVDの内容の一部も放送された。また、『NEWS ZERO』では桜井が映画監督の細田守と対談した。アルバムリリースに関するテレビ出演はすべてアルバム発売とアリーナツアー終了後に行われた。
| 番組名                                       | 日付           | 放送局     | 演奏曲                                 |
| -------------------------------------------- | -------------- | ---------- | -------------------------------------- |
| 2014 FNS歌謡祭                               | 2014年12月3日  | フジテレビ | 足音 〜Be Strong 斜陽                  |
| ミュージックステーション                     | 2015年6月12日  | テレビ朝日 | 未完                                   |
| SONGS                                        | 2015年6月20日  | NHK        | HANABI 未完 fantasy 幻聴 Starting Over |
| THE MUSIC DAY                                | 2015年7月3日   | 日本テレビ | Starting Over                          |
| ミュージックステーション スーパーライブ 2015 | 2015年12月25日 | テレビ朝日 | Starting Over                          |

## ライブ映像作品
| 曲名              | 作品名                                         |
| ----------------- | ---------------------------------------------- |
| fantasy           | Mr.Children REFLECTION {Live & Film}           |
| fantasy           | Mr.Children Stadium Tour 2015 未完             |
| FIGHT CLUB        | Mr.Children REFLECTION {Live & Film}           |
| FIGHT CLUB        | Mr.Children Stadium Tour 2015 未完             |
| 斜陽              | Mr.Children REFLECTION {Live & Film}           |
| 斜陽              | Mr.Children Stadium Tour 2015 未完             |
| Melody            | →「 足音 〜Be Strong § ライブ映像作品 」を参照 |
| 蜘蛛の糸          | Mr.Children REFLECTION {Live & Film}           |
| 蜘蛛の糸          | Mr.Children Stadium Tour 2015 未完             |
| I Can Make It     | Mr.Children REFLECTION {Live & Film}           |
| I Can Make It     | Mr.Children Stadium Tour 2015 未完             |
| 放たれる          | →「 放たれる § ライブ映像作品 」を参照         |
| 運命              | Mr.Children Stadium Tour 2015 未完             |
| 足音 〜Be Strong  | →「 足音 〜Be Strong § ライブ映像作品 」を参照 |
| 忘れ得ぬ人        | Mr.Children Stadium Tour 2015 未完             |
| 忘れ得ぬ人        | Mr.Children Tour 2018-19 重力と呼吸            |
| You make me happy | Mr.Children、ヒカリノアトリエで虹の絵を描く    |
| REM               | →「 REM#ライブ映像作品 」を参照                |
| WALTZ             | Mr.Children REFLECTION {Live & Film}           |
| WALTZ             | Mr.Children Stadium Tour 2015 未完             |
| 進化論            | Mr.Children REFLECTION {Live & Film}           |
| 進化論            | Mr.Children Stadium Tour 2015 未完             |
| 幻聴              | Mr.Children REFLECTION {Live & Film}           |
| 幻聴              | Mr.Children Stadium Tour 2015 未完             |
| 幻聴              | Mr.Children Tour 2018-19 重力と呼吸            |
| 幻聴              | miss you LIVE                                  |
| I wanna be there  | Mr.Children Stadium Tour 2015 未完             |
| Starting Over     | Mr.Children REFLECTION {Live & Film}           |
| Starting Over     | Mr.Children Stadium Tour 2015 未完             |
| Starting Over     | Mr.Children Dome Tour 2019 Against All GRAVITY |
| 未完              | REFLECTION {Naked}                             |
| 未完              | REFLECTION {Drip}                              |
| 未完              | Mr.Children REFLECTION {Live & Film}           |
| 未完              | Mr.Children Stadium Tour 2015 未完             |
| 未完              | miss you LIVE                                  |